# Семюел Едозі
Семюел Ікечукву Едозі (англ. Samuel Ikechukwu Edozie, нар. 28 січня 2003, Лондон, Англія) — англійський футболіст нігерійського походження, вінгер клубу «Саутгемптон».
На правах оренди грає в бельгійському «Андерлехті».

## Ігрова кар'єра

### Клубна
Семюел Едозі почав займатися футболом в клубі «Мілволл». Перед початком сезону 2018/19 футболіст перйшов до стану чинного чемпіону країни «Манчестер Сіті», де продовжив грати в молодіжній команді. Дебютна гра Едозі на професйному рівні відбулася 7 серпня 2021 року у матчі за Суперкубок країни проти «Лестер Сіті».
У 2022 році Едозі перейшов до «Саутгемптона», з яким підисав п'ятирічний контракт. 3 вересня 2022 року у матчі проти «Вулвергемптон Вондерерз» Едозі дебютував у матчах чемпіонату країни. 1 січня 2024 року футболіст отримав травму гомілкостопу і на місяць вибув з гри.
Перед початком сезону 2024/25 Едозі на правах оренди до кінця сезону приєднася до бельгійського «Андерлехта» і 14 вересня провів першу гру в новій команді, коли вийшов на заміну в другому таймі в матчі проти «Вестерло».

### Збірна
Маючи нігерійське коріння з боку свого батька, Семюел Едозі з 2021 року захищає кольори юнацьких збірних Англії.

## Досягнення
Саутгемптон
- Переможець перехідного плей - оф: 2024[12]